# Districtus Austriae Controllatus
Districtus Austriae Controllatus (DAC) is een classificatie in de Oostenrijkse wijnbouw.
Het werd ingevoerd in 2002. Als eerste wijngebied mocht het Weinviertel de DAC voeren.
De volgende wijngebieden beschikken over het DAC:
- Eisenberg
- Kremstal
- Kamptal
- Leithabergg
- Mittelburgenland
- Traisental
- Weinviertel

De classificatie lijkt enigszins op die in Duitsland. Hoe hoger het mostgewicht, hoe hoger de kwaliteit. Dit staat in relatie met de oogstdatums.
Van laag naar hoog is de indeling:
- Tafelwein - tafelwijn
- Landwein - landwijn
- Qualitätswein - De herkomst moet worden vermeld. De wijn mag onder voorwaarden met suiker verbeterd worden. De zogenaamde Verbesserung of chaptalisatie.
- Kabinett - Een nauwkeuriger omschreven herkomstbenaming dan de qualitätswein.

Prädikatswein - De hieronder genoemde wijn behoren tot de hoogst classificeerde wijnen. "Verbesserung" is niet toegestaan.
- Spätlese mag op de markt komen op 1 maart na oogst; de andere op 1 mei. Minstens 20 KMW.
- Auslese minstens 21 KMW
- Beerenauslese, minstens 25 KMW
- Strohwein - De druiven worden ten minste 3 maanden gedroogd op stromatten; minstens 25 KMW
- Ausbruch, minstens 27 KMW
- Eiswein - Wijn uit bevroren druiven.
- Trockenbeerenauslese, minstens 30 KMW